# Constantin Lucaci
Constantin Lucaci (n. 7 iulie 1923, Bocșa Română, Caraș Severin – d. 20 iulie 2014) a fost un sculptor și profesor de sculptură român, laureat al Premiului Herder în 1984, cunoscut mai ales pentru fântânile cinetice pe care le-a realizat, precum și pentru sculpturile monumentale în piatră și oțel, respectiv pentru diferite ansambluri monumentale combinate, inclusiv al acelora de tipul fântânilor cinetice monumentale.
Începând cu 1993 a fost profesor al departamentului de sculptură al Academiei de Arte Frumoase din Cluj. Operele sale monumentale se găsesc în diferite orașe ale României, cele mai notabile în București, Constanța, Vaslui,Brăila, Drobeta-Turnu Severin și Reșița, iar  alte sculpturi ale sale se găsesc în numeroase muzee din țară. În anul 2007 s-a inaugurat Muzeul Constantin Lucaci, muzeu aflat sub egida Vaticanului, care se află în Sanctuarul San Francesco di Paola, Calabria, Italia.
La 5 iunie 2012 a fost inaugurat Muzeul "Constantin Lucaci" din orașul Bocșa, localitatea natală a maestrului. Muzeul expune un număr de 17 sculpturi din oțel inoxidabil donate orașului Bocșa.
În afara României, sculptura cinetică Stea este o parte a expoziției permanente "Fucina degli Angeli" din Veneția. Alte lucrări ale artistului se găsesc în colecții particulare sau publice din orașele Anvers, Copenhaga, Ferrara, Milano, Roma, Veneția.

## Biografie

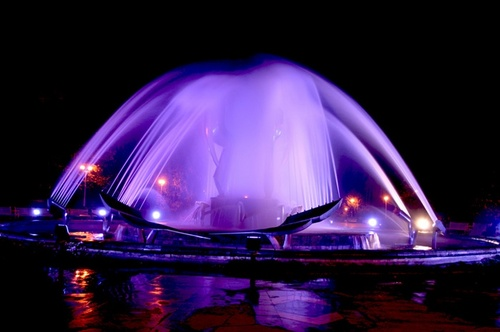
Fântână în Brăila, lucrare de Constantin Lucaci

Constantin Lucaci se născut pe 7 iulie 1923, în localitatea Bocșa (Banat), având ca părinți pe Constantin și Maria Lucaci. Din copilărie și adolescență a avut trei mari pasiuni: studierea universului, pentru care ia lecții de matematică și fizică, muzica și bucuria de a modela. A studiat desenul și arta modelajului cu pictorul Tiberiu Bottlik, format în mediul artistic parizian de la început de secol 20, fost coleg de școală cu Ivan Mestrovici, care a lucrat la Paris timp de două decenii.

## Studii
- 1945-1948 Academia Liberă de Artă Guguianu din București, avându-i ca profesori pe Camil Ressu, Alexandru Ciucurencu și Corneliu Medrea[3]
- 1948 - Obține licența Academiei de Artă Guguianu
- 1950 - Sudent fiind, realizează și expune la Salonul Oficial din București „Înotătorul”, lucrare remarcată și de academicianul George Oprescu
- 1948-1953 Institutul de Arte Plastice „Nicolae Grigorescu”, din București
- 1963  Academia de Belle Arti „Pietro Vannucci”, Perugia, Italia

## Burse de merit
- 1966—Bursa de merit a Statului francez

## Afilieri
- Din 1968 Membru în Juriul Internațional al Bienalei Dantesca, Ravenna
- Din 1993 Profesor la Catedra de Sculptură a Academiei de Arte din Cluj
- 1968 - a fost ales președinte al Fondului Plastic
- 1973 - a fost numit secretar al Asociației Internaționale a Artiștilor Plastici

## Expoziții personale - selecție[4]
- 1974 - „Spațiu și Lumină”, Sala Dalles, București
- 1975 - Expoziție personală la Cluj
- 1976 - Bienala de la Veneția, Italia
- 1982 - Palazzo dei Diamanti, Sala Benvenuto Tissi, Ferrara, Italia
- 1980 - Galeria Rzezby, Varșovia
- 1983 - Galeria Editalia, Roma
- 1983 - Muzeul Național de Artă, (sculptură, oțel inoxidabil și desene)
- 1984 - Institutul Italian de Cultură, București;
- 1986 - Galeria Muzeului Palatului Palffy, Viena
- 1992-1993  - Galeria Kara, Geneva
- 1993 - Fundația Culturală Română, București
- 1993 - Galeria Teatrului Național, București,3/4
- 1995 - Galeria de Artă Calderon, București
- 1999 - Sculpturi recente, Muzeul Național de Artă, București

## Expoziții internaționale - selecție
- 1954 - Bienala de la Veneția, Italia
- 1959 - Expoziția Intrnațională de la Budapesta
- 1961 - Expoziția de desene ale sculptorilor, Moscova
- 1967 - Parcul de sculptură, Middelheim, Anvers, Belgia
- 1975 - Plastik und Blumen, Berlin, Germania
- 1979 - Expoziția de sculptură de mici dimensiuni - Arta Românească Contemporană, Damasc, Siria

## Sculpturi de mari dimensiuni și lucrări monumentale - selecție[5]
- 1957 - Lucrarea monumentală Omagiu lui Brâncuși, granit șlefuit
- 1965 - Orașul Victoria, România, Fântână și Monumentul „Gânditorul” / „Știința”
- 1968 - Monument dedicat lui Ștefan Luchian, Parcul Herăstrău,București
- 1970 - În Casa Sănătății din Copenhaga este așezată sculptura „Zborul”,bronz șlefuit
- 1971 - Inaugurează Fântâna Cinetică din Constanța
- 1972 - Realizează lucrarea monumentală „Dialogul undelor”, din fața Palatului Televiziunii Române, București
- 1977 - Este inaugurat Monumentul Partizanilor, din Drobeta Turnu-Severin
- 1979 - Este inaugurată Fântâna Cinetică, (oțel inoxidabil), Turnu Severin

## Despre Constantin Lucaci
| “ | Solitar, deschizător al unui nou drum în sculptură, Constantin Lucaci a edificat în mai bine de cinci decenii de creație o operă originală ca viziune și limbaj plastic. Cu studii la București, la Roma, cunoscător al sculpturii din marile muzee europene, artistul se datașează net prin devenirea creației sale, prin unitatea gândirii filozofice și științifice cu adecvarea formei plastice. Etapele creației sale, trepte ale cuprinderii, trăirii și înțelegerii mereu mai profunde a universului, a conexiunii dintre fenomene aparent paradoxale, mărturisesc lupta crâncenă, fără egal, în plastica românească a mijlocului de veac, pentru cucerirea acelei forme unice „tainică contopire cu un vis de zbor spre înalturi", singura investită cu harul sugerării armoniei cosmice, a bucuriei existențiale. Destinul lui Lucaci se află sub semnul fugii de accidental, de nesemnificativ și chiar de evident în măsura în care acesta înseamnă reprezentare artistică deja uzată; el optează pentru o logică proprie, novatoare, dictată de intuirea și revelarea esențelor realității. Unitatea organică, armonia elementelor, muzicalitatea mișcărilor ce include și disonanța, determină într-un limbaj nefigurativ putința transfigurării lirice. Viziunea sa tangentă la cele mai noi concepte și teorii științifice contemporane este implicit și o întoarcere la izvoarele armonice ale artei românești, la organicitatea sa. Lucaci acordă considerație deplină materialului, prețuiește mai ales materialele dure ce te obligă la disciplina sintezei, ce trebuie cucerite bărbătește: piatră, mar¬mură și mai ales granit, oțel inoxidabil. Fără etapa granitului în care realizează sinteza formelor figurative, nu poate fi înțeleasă etapa oțelului inoxidabil - când ajunge la sublimarea formei, la metafora sculpturală revelatorie, când îndrăznește prima oară în arta românească să utilizeze consecvent oțel inoxidabil polisat, limpezind ființa sa adevărată - dincolo de utilitate, durată, dincolo de rezistență și duritate, frumusețea și capacitatea de a sugera zborul extraterestru, sentimentul nemărginirii spațiale. Spațiul egal de puternic, alături de volum este chemat la colaborare prin concepția polifonică monumentală a operelor sale. Chiar lumina devine parte integrantă a structurii imaginii. Gândite ca pentru o „artă spectacol", formele durate în oțel, imense oglinzi polisate captează și dăruie capricios lumina, antrenând-o într-un sistem general al mișcării, descins parcă din alt tărâm în care timpul și spațiul sunt relative, suverană fiind doar esența mișcării. în patrimoniul nostru se află din ciclul Spațiu și lumină, lucrarea Zbor, databilă în 1966. Un alt aport valoros și inedit în arta românească sunt fântânile sale cinetice, complexe, polisate în oțel, capabile să execute un sistem general al mișcării ce reconfigurează infinit lumina, spațiul, apa, într-o adevărată simfonie. | ” |

Zbor, „Spațiu și lumină" - Despre Constantin Lucaci

## Premii și distincții[6]
- 1974—Premiul Uniunii Artiștilor Plastici din România pentru artă monumentală
- 1984—Premiul revistei "Flacăra" pentru seria sa națională de Fântâni cinetice
- 1984—Laureat al premiului Herder, decernat de Universitatea din Viena, pentru întrega sa operă
- 1990—Premiul Academiei Române
- 1999—Medalia de aur a Bienalei Internaționale de artă dedicată lui Dante Alighieri, Ravenna, Italia
- 2000—Cetățean de onoare al municipiului Reșița
- 2001—Premiul Fundației Culturale Române
- 2008—Cetățean de onoare al orașului Bocșa
- 2008—Cetățean de onoare al județului Caraș-Severin[7]

### Decorații
- 1954 -- Medalia Muncii „pentru merite deosebite în domeniul artelor plastice”[8]
- 1953 -- Ordinul Muncii - România
- 1968 -- Ordinul Meritul Cultural - Romania
- 1982—Ordinul de merit "Cavaler al Republicii Italiene"
- 2000 -- Ordinul național „Serviciul Credincios” în grad de Comandor (1 decembrie 2000) „pentru realizări artistice remarcabile și pentru promovarea culturii, de Ziua Națională a României”[9]
- 2009 -- Ordinul Serviciul Credincios în grad de cavaler.

## Aprecieri
- Monseniorul Pietro Amato | “ | Sculptând lumina Este tulburator când vezi pentru prima dată sculpturile în oțel inoxidabil (crom, nichel, molibden ) ale lui Constantin Lucaci. O lumină metalică, metafizică, lunară, care-ți golește spiritul, punând în mișcare imaginarul. Lumina din zori, curată, vibrantă, abia născută, asemenea celei ce trebuie să se fi ivit, într-o sublimă extensie în indefinibil, la originile cosmosului. Un cosmos în dilatare, fără frontiere, plutind în tenebre, lipsit de viață și de rimul pulsant care marchează timpul și organizează spațiul. Lumina este prima operă de creație pe care a cunoscut-o universul. Scripturile povestesc că Dumnezeu „a despărțit lumina de întuneric”. A creat lumina, făcând ca întunericul să capete formă, culoare și mișcare. Informul și-a început, astfel, uimitoarea istorie a formelor infinite, a căror creație continuă. Culorile, izvorâte din mirajul luminii, au pornit să se multiplice în vibrații fără de limite. Mișcarea, precum apele vălurite ale mării, a îndrumat Geneza infinitului, necuprinsă de gândul sau de cuvântul omului. Viața izbucnit și s-a descoperit inotând liberă în apa luminoasă. Lumina a început să sculpteze istoria. Sculptura lui Lucaci s-a născut, încă de la început, dintr-o viziune luminoasă, din călătoria interioară a luminii. O lumină care i-a arătat Maestrului valoarea ritmului și a muzicicalității compoziției clasice, crescând într-o șlefuire figurativă, sculptată doar de lumină. Lumina care creează forma, dinamizează spațiul, însuflețește emoția, sugerează și trimite spre infinit. Înfinitul vieții ce nu îngăduie creației odihnă. | ” |

- Dan Grigorescu | “ | E o sculptură ce cuprinde înțelesurile marilor spații stelare, ale mișcării astrelor, ale imenselor nebuloase din care se îcheagă formele . Așa cum muzica sferelor se poate imagina ca principiu irdonator al mișcării în nesfârșita întindere a cerurilor, construcția armonică a sculpturilor sale întemeiază un sistem de raporturi între forma vizuală și cea sonoră. O muzică încă neauzită se ascunde în volumele acestea ce dezvoltă largi curbe, ritmuri de mare coerență, care izbucnesc, neașteptate, în florescențe strălucitoare sau săgetează, cutezătoare spațiul. | ” |